# Бубакар Траоре (футболіст, 2001)
Бубакар Траоре (фр. Boubacar Traoré, нар. 20 серпня 2001) — малійський футболіст, півзахисник англійського клубу «Вулвергемптон» і національної збірної Малі.

## Клубна кар'єра
У дорослому футболі дебютував виступами на батьківщині за команду «Бамако». 
Своєю грою за цю команду привернув увагу представників тренерського штабу французького «Меца», до складу якого приєднався 2019 року і де провів наступні три роки своєї кар'єри гравця. 
2022 року перейшов до англійського «Вулвергемптон Вондерерз» приєднався 2022 року.

## Виступи за збірні
2019 року залучався до складу молодіжної збірної Малі. На молодіжному рівні зіграв у 9 офіційних матчах, забив 2 голи.
2022 року дебютував в офіційних матчах у складі національної збірної Малі, наступного року включався до її заявки на Кубок африканських націй 2023 у Кот-д'Івуарі.
2024 року включений до заявки олімпійської збірної Малі для участі у футбольному турнірі на тогорічних Олімпійських іграх у Парижі.